# Die Weihnachtsgeschichte (Distler)
Die Weihnachtsgeschichte ist ein A-cappella-Chorwerk des deutschen Komponisten und Kirchenmusikers Hugo Distler (1908–1942). Distler vollendete das mit der Opuszahl 10 versehene Werk für vierstimmigen, teilweise sich in Doppelchöre aufteilenden Kammerchor und sechs Solisten (Evangelist, Engel, Maria, Elisabeth, Simeon, Herodes) im Jahr 1933.
Die Evangelienerzählung (nach Lukas und Matthäus) wird vom Tenor vorgetragen, alternierend mit den übrigen Solisten und dem Chor. Wie ein „roter Faden“ ziehen sich sieben kunstvolle Choral-Variationen des Liedes Es ist ein Ros entsprungen durch die Komposition. Den Rahmen bilden je ein motettenartiger Eingangs- und Schlusschor (über die Texte „Das Volk, so im Finstern wandelt, siehet ein Licht“ und „Also hat Gott die Welt geliebet, daß er seinen eingeborenen Sohn gab“). Beide sind auch unabhängig von der gesamten Weihnachtsgeschichte aufführbar.
Im Gegensatz zur im Vorjahr 1932 entstandenen Choralpassion op. 7 wirkt die Weihnachtsgeschichte überwiegend pastoral-heiter. Distler selbst bezeichnete sie als „Oratorium mit kammermusikalischem Charakter“.
Die formale Anlage weist auf a-cappella-Werke von Heinrich Schütz zurück. Distlers expressive Tonsprache bedient sich jedoch unverkennbar der Mittel des 20. Jahrhunderts. Charakteristisch sind Quartenrufe, pentatonische Melodik und ein linearer, vielfach polymetrischer Satz.
Die Aufführungsdauer beträgt etwa 40 Minuten.